# Церковь Георгия Победоносца (Ратчино)
Церковь Георгия Победоносца или Георгиевская церковь — православный храм в деревне Ратчино Кингисеппского района Ленинградской области. Построен в начале XX века. 

## История и архитектура
Каменная церковь в честь святого Георгия Победоносца в Ратчино была построена вместо прежней деревянной в 1901—1906 годах архитектором А. Ореховым. На возведение нового храма жертвовали средства прихожане. Внешний облик здания выдержан в популярном в то время неорусском стиле, стены были сложены из красного кирпича.
В советское время храм закрыли. В 1942 году во время немецкой оккупации здесь вновь были возобновлены службы. После войны храм не закрывали и он проработал до 1962 года. Здание сильно пострадало от пожара в 1990 году и долгое время находилось в заброшенном состоянии.
В 2010-х годах здесь начали проводить субботники по расчистке территории храма от зарослей и мусора. Кроме того, на собранные пожертвования на храме установили новый купол. В церкви были возобновлены службы. 
На стенах сохранились фрагменты росписей.